# Glipostenoda matsushitai
Glipostenoda matsushitai es una especie de coleóptero de la familia Mordellidae.

## Distribución geográfica
Habita en Saipán y las islas Marianas.